# Mesochorus totonacus
Mesochorus totonacus är en stekelart som beskrevs av Ezra Townsend Cresson 1872.
Mesochorus totonacus ingår i släktet Mesochorus och familjen brokparasitsteklar. Inga underarter finns listade i Catalogue of Life.